# Vuelta a Andalucía 1979
La 25ª edición de la Vuelta a Andalucía se disputó entre el 6 y el 11 de febrero de 1979 con un recorrido de 826,40 km dividido en 5 etapas, una de ellas doble, con inicio en Fuengirola y final en Utiel. 
Participaron 56 corredores repartidos en 8 equipos de los que solo lograron finalizar la prueba 37 ciclistas.
Tras el paréntesis que supuso la no celebración de la prueba el año anterior, en esta edición se impuso nuevamente el  alemán Dietrich Thurauque cubrió la prueba a una velocidad media de 37,727 km/h y obtuvo también la clasificación de la regularidad. En la clasificación de la montaña se impuso el  español Francisco Fernández y en la de metas volantes el  belga Rudy Pevenage.

## Etapas
| Etapa   | Fecha         | Recorrido               | Km        | Ganador de la etapa |
| Prólogo | 6 de febrero  | Fuengirola - Fuengirola | 3,9 (CRE) | Ijsboerke-Gios      |
| 1ª      | 7 de febrero  | Marbella - Marbella     | 143,0     | Dietrich Thurau     |
| 2ª      | 8 de febrero  | Nerja - Almería         | 143,0     | Dietrich Thurau     |
| 3ª (a)  | 9 de febrero  | Almería - Lorca         | 172,0     | Marc Reiner         |
| 3ª (b)  | 9 de febrero  | Lorca - Lorca           | 3,6 (CRI) | Vicente Belda       |
| 4ª      | 10 de febrero | Murcia - Elche          | 147,0     | Joseph Jacobs       |
| 5ª      | 11 de febrero | Elche - Utiel           | 181,0     | Giuseppe Saronni    |